# 鹽狩車站
鹽狩車站（日语：／ Shiokari eki */?）是由北海道旅客鐵道（JR北海道）所經營的鐵路車站，位於日本北海道上川郡和寒町字鹽狩。本站是宗谷本線沿線的無人車站，坐落在鹽狩峠的山頂上，並且曾是知名女作家三浦綾子的小說作品《鹽狩峠》的背景舞台之一。而其曾經居住過的舊居也距離車站不遠，在整修復原後已被改作為鹽狩峠紀念館使用。

## 歷史
- 1916年（大正5年）9月5日 - 國有鐵道設置鹽狩信號所。
- 1922年（大正11年）4月1日 - 改稱為鹽狩信號場。
- 1924年11月25日：升格為鹽狩站。開始乘客及手提行李處理業務[1]。
- 1927年（昭和2年）9月1日 - 開始貨物處理。
- 1974年（昭和49年）10月1日 - 廢除貨物處理。
- 1984年（昭和59年）2月1日 - 廢除行李處理。
- 1986年（昭和61年）11月1日 - 車站無人化。
- 1987年（昭和62年）4月1日 - 國鐵分割民營化後，由JR北海道繼承業務。

## 構造
本站為擁有2面2線月台的地面車站，月台之間透過平交道連接。

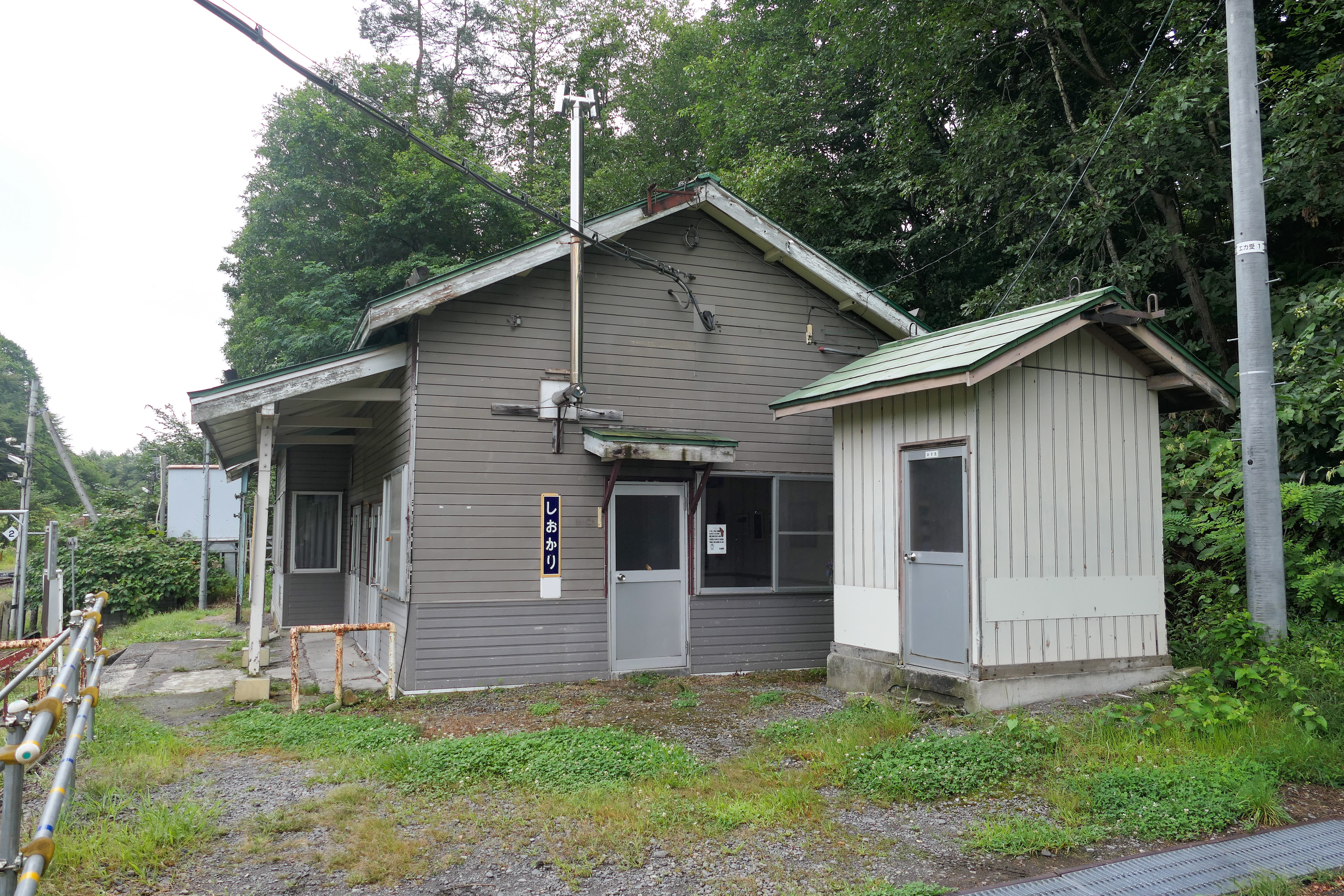
車站入口（2024年8月）
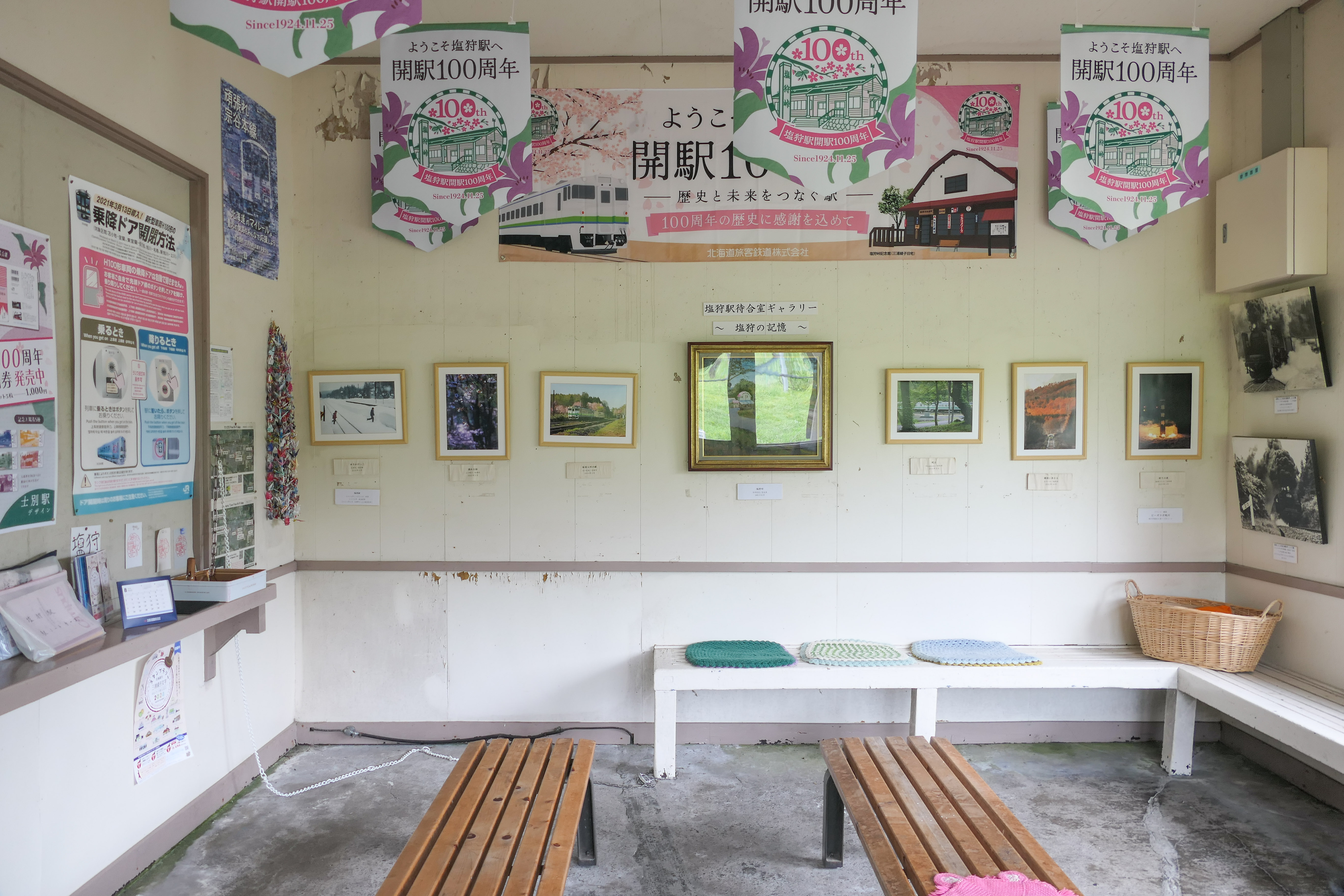
車站內部（2024年8月）
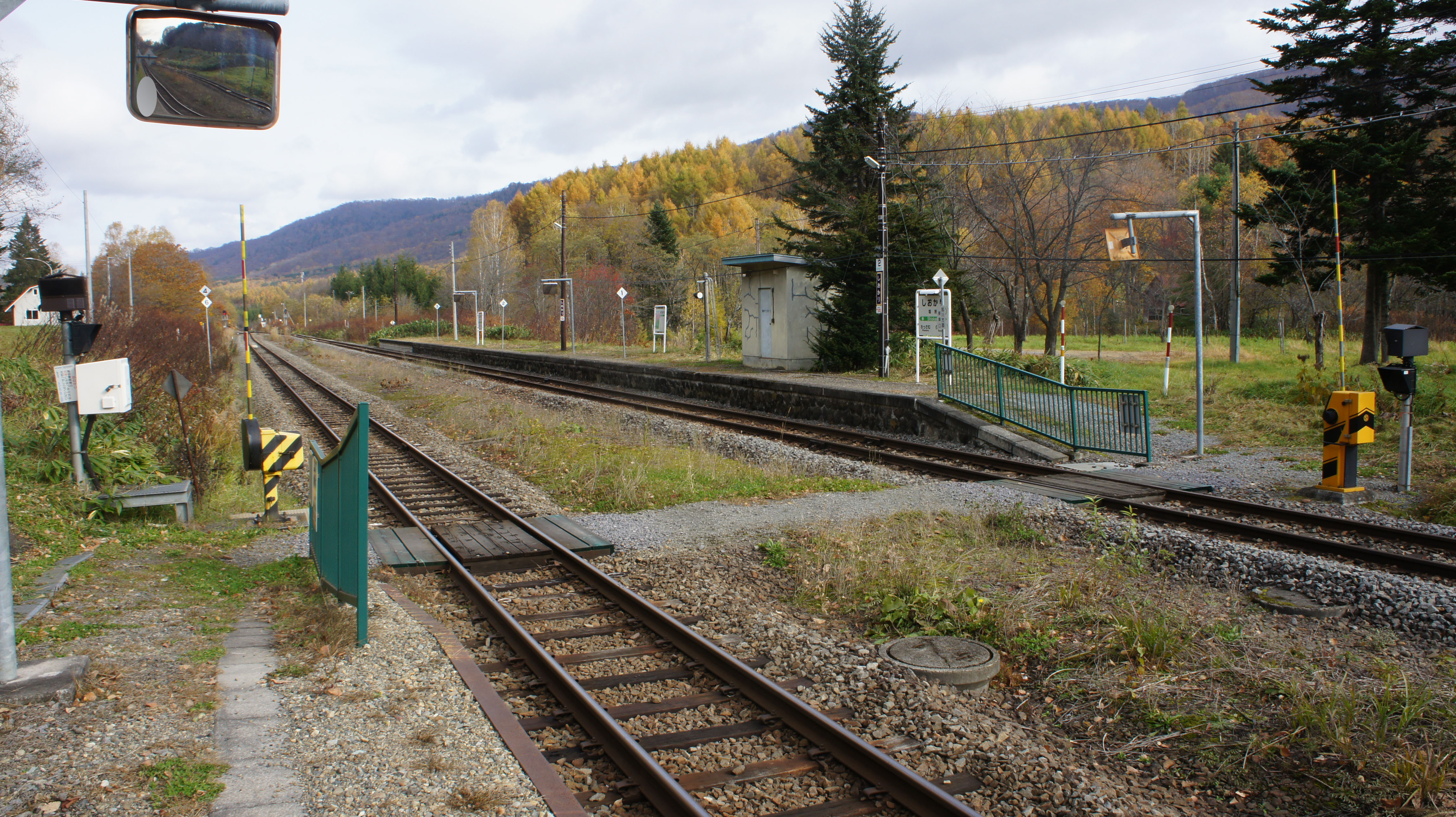
平交道與月台（2017年10月）

## 車站周邊

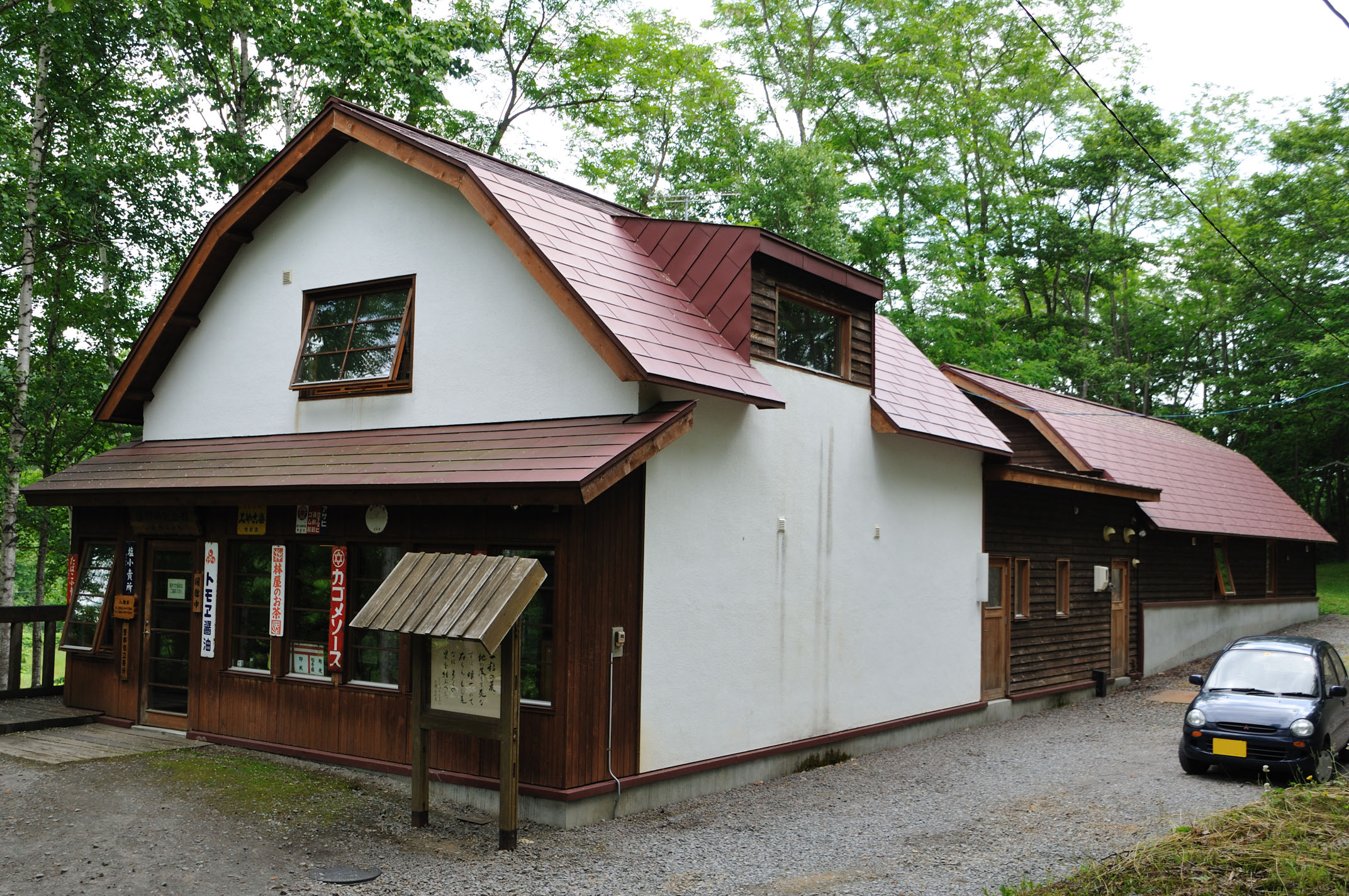
鹽狩峠紀念館（2009年7月）

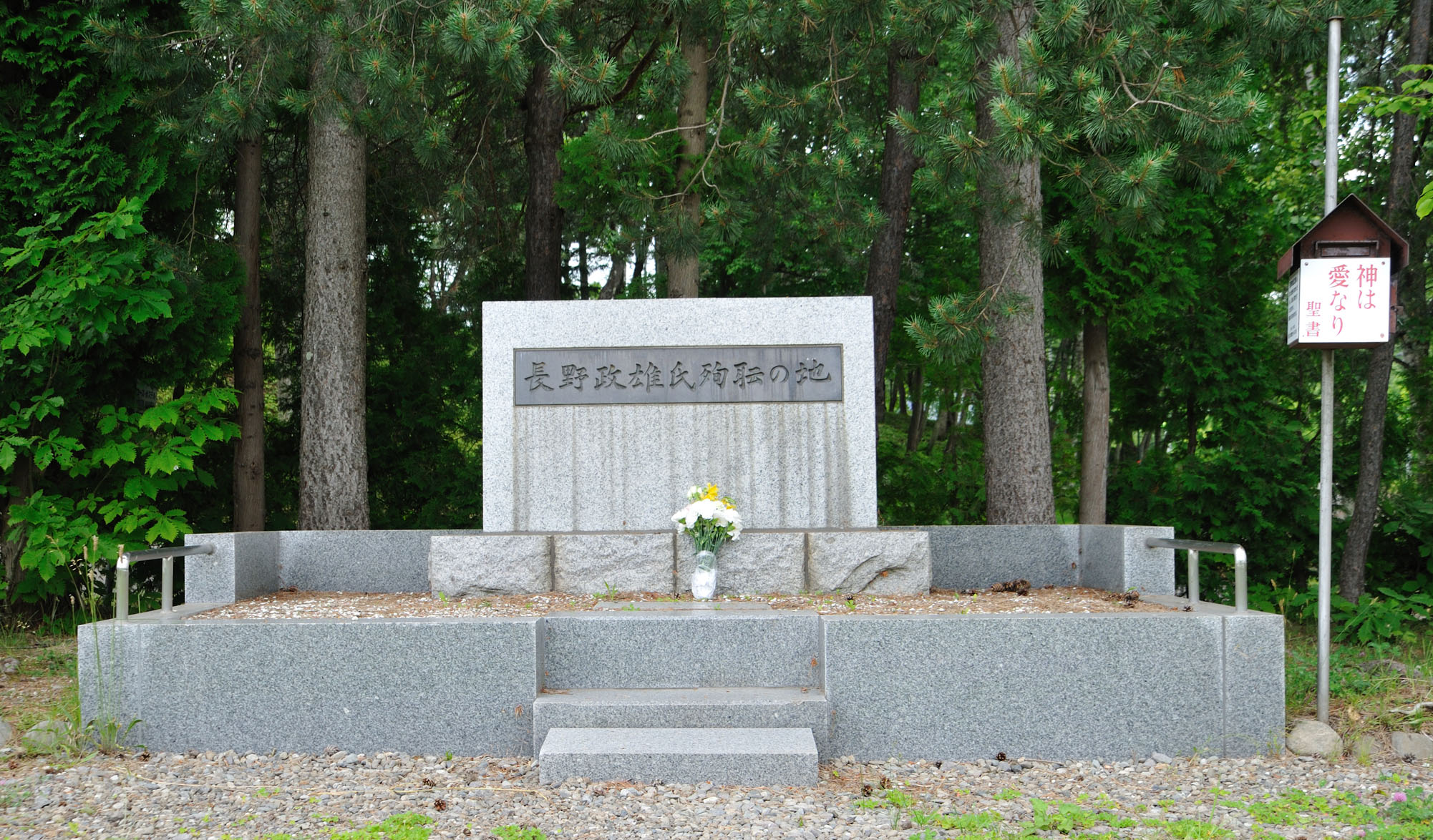
長野政雄顯彰碑（2009年7月）

本站位於鹽狩峠的山頂。由於位於群山的中央，周圍主要是自然景色。
- 國道40號
- 鹽狩峠紀念館（復元的三浦綾子舊居）
- 長野政雄顯彰碑
- 一目千本櫻
- 道北巴士（日语：道北バス）「鹽狩」車站

## 相鄰車站
北海道旅客鐵道（JR北海道）
■宗谷本線
■特急「宗谷」、「佐呂別」、大部份快速「名寄」
通過
快速「名寄」（只限1班來回）
比布（W34）－（一部分停靠蘭留站（W36））－鹽狩（W37）－和寒（W38）
普通
蘭留（W36）－鹽狩（W37）－和寒（W38）

## 外部連結
- （日語）JR北海道 – 鹽狩車站（页面存档备份，存于）
- （日語）全驛參觀之旅（页面存档备份，存于）